# Холик, Бобби
Роберт «Бобби» Холик (чеш. Robert Holik; 1 января 1971, Йиглава, Чехия) — бывший чешский хоккеист, игравший на позиции центрального нападающего. Закончил карьеру в 2008 году. В НХЛ выступал за клубы «Хартфорд Уэйлерс», «Нью-Джерси Девилз», «Нью-Йорк Рейнджерс» и «Атланта Трэшерз»
Отыграл три сезона в чемпионате Чехословакии за «Дуклу» (Йиглава). Был выбран на драфте НХЛ 1989 года в 1-м раунде под общим 10-м номером командой «Хартфорд Уэйлерс». В составе сборной Чехословакии был участником двух молодёжных (1989, 1990) и двух «взрослых» (1990, 1991) чемпионатов мира. В 1996 году сыграл за сборную Чехии на Кубке мира. Всего за сборную провел 32 игры, набрал 12 очков (4+8), в том числе за чехословацкую сборную 32 игры, 12 очков (4+8), за чешскую - 7 игр. В НХЛ в составе четырёх команд сыграл 18 сезонов. В составе «Нью-Джерси Дэвилз» трижды был участником финала Кубка Стэнли (1995, 2000, 2001), два раза выигрывал трофей (в 1995 и 2000 годах).
Провёл в НХЛ 1314 матчей и занимает по этому показателю третье место среди чешских хоккеистов после Яромира Ягра и Романа Гамрлика.

## Награды
- Обладатель Кубка Стэнли (1995, 2000)
- Участник матча «Всех звёзд» НХЛ (1998, 1999)
- Чемпион Европы среди юниоров (1988)
- Серебряный призер чемпионата Европы среди юниоров (1989)
- Бронзовый призер молодежного чемпионата мира (1989, 1990) и чемпионата мира (1990)

## Статистика
```
                                            --- Regular Season ---  ---- Playoffs ----
Season   Team                        Lge    GP    G    A  Pts  PIM  GP   G   A Pts PIM
--------------------------------------------------------------------------------------
1987-88  Dukla Jihlava               Czech  31    5    9   14   16  --  --  --  --  --
1988-89  Dukla Jihlava               Czech  36   10   15   25   32  12   3   5   8  --
1989–90  Dukla Jihlava               Czech  42   15   26   41    0  --  --  --  --  --
1990-91  Hartford Whalers            NHL    78   21   22   43  113   6   0   0   0   7
1991-92  Hartford Whalers            NHL    76   21   24   45   44   7   0   1   1   6
1992-93  Utica Devils                AHL     1    0    0    0    2  --  --  --  --  --
1992-93  New Jersey Devils           NHL    61   20   19   39   76   5   1   1   2   6
1993-94  New Jersey Devils           NHL    70   13   20   33   72  20   0   3   3   6
1994-95  New Jersey Devils           NHL    48   10   10   20   18  20   4   4   8  22
1995-96  New Jersey Devils           NHL    63   13   17   30   58  --  --  --  --  --
1996-97  New Jersey Devils           NHL    82   23   39   62   54  10   2   3   5   4
1997-98  New Jersey Devils           NHL    82   29   36   65  100   5   0   0   0   8
1998-99  New Jersey Devils           NHL    78   27   37   64  119   7   0   7   7   6
1999-00  New Jersey Devils           NHL    79   23   23   46  106  23   3   7  10  14
2000-01  New Jersey Devils           NHL    80   15   35   50   97  25   6  10  16  37
2001-02  New Jersey Devils           NHL    81   25   29   54   97   6   4   1   5   2
2002-03  New York Rangers            NHL    64   16   19   35   50  --  --  --  --  --
2003-04  New York Rangers            NHL    82   25   31   56   96  --  --  --  --  --
2005-06  Atlanta Thrashers           NHL    64   15   18   33   79  --  --  --  --  --
2006-07  Atlanta Thrashers           NHL    82   11   18   29   86   4   0   1   1   0
2007-08  Atlanta Thrashers           NHL    82   15   19   34   90  --  --  --  --  --
2008-09  New Jersey Devils           NHL    62    4    5    9   66   3   0   1   1   2
--------------------------------------------------------------------------------------
         NHL Totals                       1314  326  421  747 1421 141  20  39  59 120

```

## Семья
Является сыном знаменитого игрока сборной Чехословакии 1960-х Ярослава Голика. Чехословацкая теннисистка Андреа Голикова — старшая сестра. Бобби — племянник другого известного хоккеиста чехословацкой сборной Иржи Голика. Женат на американке, есть дочь Анна Мария (род. 1997). Проживает вместе с семьёй в США, имеет два ранчо в Вайоминге и во Флориде. 4 ноября 1996 года в Ньюарке, штат Нью-Джерси, получил американское гражданство.